# THEhotel at Mandalay Bay
THEhotel – luksusowy hotel apartamentowcowy, położony przy bulwarze Las Vegas Strip w Paradise, w stanie Nevada. Wchodzi w skład kompleksu Mandalay Bay, stanowiąc własność korporacji MGM Resorts International.
Obiekt składa się z 43 pięter z 1.117 apartamentami o minimalnej powierzchni 70 m². Na kondygnacjach 39-41 (oznaczonych w windach jako 60-62) umiejscowione są penthouse'y o powierzchniach wahających się od 140 m² do 230 m². THEhotel dysponuje również apartamentem prezydenckim, zwanym "HP", który zajmuje ponad 420 m².
Na ostatnim piętrze THEhotel znajduje się wyróżniona przez Michelin restauracja MiX Alaina Ducasse'a, serwująca kuchnię francuską oraz amerykańską. Z lokalu rozpościera się widok na panoramę Las Vegas Strip.

## Historia
W momencie otwarcia, czyli w 2003 roku, THEhotel oferował największe apartamenty w opcji standardowej w Las Vegas.
W 2006 roku ogromny napis na szczycie budynku został zmieniony na THEhotel; wcześniej brzmiał on Mandalay Bay i był identyczny, jak szyld na oryginalnej wieży kompleksu.